# Lambaesis
Lambaesis era il nome dell'antica fortezza legionaria della provincia romana d'Africa proconsolare, che corrisponde all'odierna città algerina di Tazoult. Era posizionata in Numidia a nord dei monti dell'Aurès, di fronte alle tribù berbere dei Getuli.

## Storia
Lambaesis fu prima forte ausiliario sotto i Flavi. Sembra, infatti, che il primo castrum sia stato costruito da Tettio Giuliano nell'81 circa (il vincitore di Decebalo al tempo delle Campagne daciche di Domiziano). Sotto Traiano divenne fortezza legionaria della III Augusta, dopo che quest'ultima era stata per lungo tempo posizionata prima ad Ammaedara (oggi Haidra) e poi dal 75 a Theveste. Lambaesis divenne così la sua definitiva destinazione a partire dal 100 fino alla conquista dei Vandali.

## Galleria d'immagini

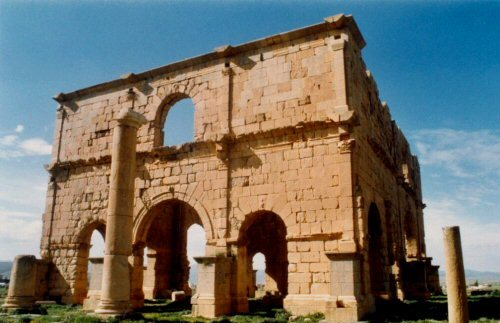
il pretorio di Lambaesis
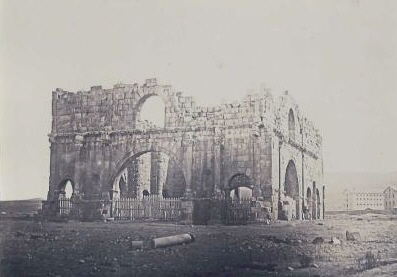
il pretorio di Lambaesis
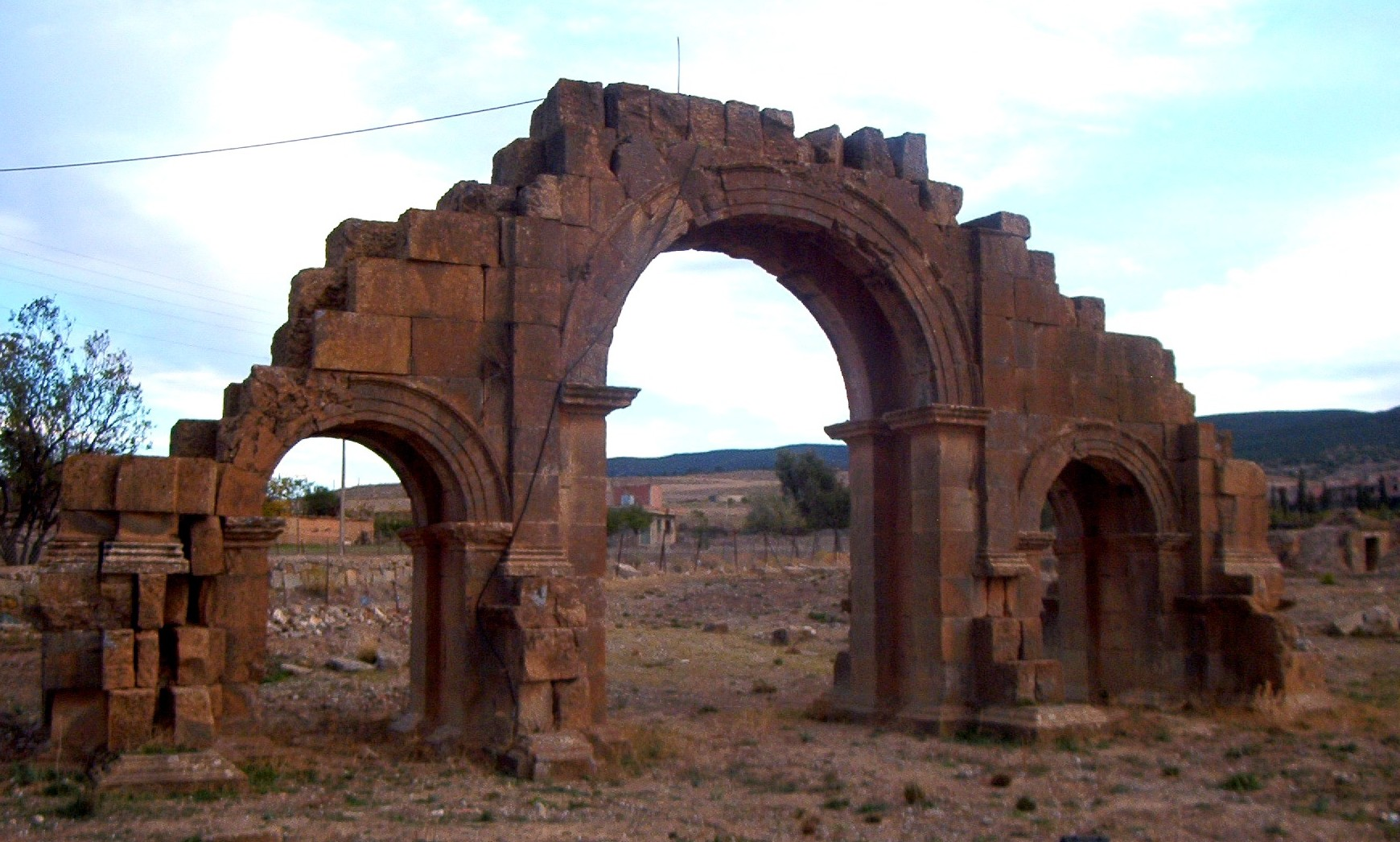
L'arco di trionfo di Lambaesis

### Fonti primarie
- Cassio Dione Cocceiano, Storia romana.

### Fonti secondarie
- Campbell, D.B., Roman legionary fortresses 27 BC - AD 378, Oxford 2006.
- Michel Janon, Recherches à Lambèse. I-La ville et les camps, Antiquités Africaines, 7, 1973, p. 193-221.
- Michel Janon, Recherches à Lambèse. II-Aquae Lambaesitanae, Antiquités Africaines, 7, 1973, p. 222-254.
- Michel Janon, Lambèse et l'occupation militaire de la Numidie méridionale, X Congrès international d'études des frontières romaine, sept. 1974 Xanten-Nimègues, Studien zu den Militärgrenzen Roms, Cologne-Bonn, 1977, p. 473-485,
- Michel Janon, Lambaesis, eine Überblick, Antike Welt, 1977, p. 2-21.
- Michel Janon, À propos de l'Asclepieium de Lambèse (Numidie), in X Congrès international d'études des frontières romaines, sept. 1977, Szekesfehérvar), Akten des XI internationalen Limeskongress, Budapest, 1977, p. 705-719.
- Michel Janon, avec aquarelles de Jean-Marie GASSEND, Lambèse, capitale militaire de l'Afrique romaine, Éditions de la Nerthe, 2005.
- Michel Janon, Article Numidie, Dictionnaire de l'Antiquité, Paris, PUF, 2005, p. 1546-1547.
- Michel Janon, Article Lambèse, Encyclopédie berbère, sous presse.

### Personaggi
- Traiano

### Località geografiche
- Africa (provincia romana)
- Lista di fortezze legionarie romane
- Limes africano